# Claudia Schmid (Juristin)
Claudia Schmid (* 1953 in Spandau, Berlin) ist eine deutsche Verwaltungsjuristin. Von 2001 bis 2012 war sie die Leiterin des Verfassungsschutzes Berlin.

## Ausbildung und Werdegang
Schmid machte 1975 das Abitur und studierte anschließend von 1975 bis 1981 Rechtswissenschaften an der Freien Universität Berlin und legte 1981 die Erste juristische Staatsprüfung ab. Sie machte von 1981 bis 1984 das Referendariat in Berlin und in Auckland, Neuseeland, sodass sie 1984 die Zweite juristische Staatsprüfung ablegte.
Nach beiden Staatsprüfungen arbeitete sie zunächst von 1984 bis 1985 als Rechtsanwältin. Im Jahr 1985 trat sie in den Dienst des Landes Berlin ein und wurde Mitarbeiterin in der Senatsverwaltung für Schulwesen. Sie wechselte 1986 als Referentin für den Bereich Inneres, Justiz und Datenschutz zum Präsidenten des Abgeordnetenhauses von Berlin und Wissenschaftlichen Parlamentsdienst des Abgeordnetenhauses. Danach wurde sie 1988 Referentin im Justiziariat der Senatsverwaltung für Finanzen. Von 1990 bis 2000 nahm sie  die Funktion der Stellvertreterin des Berliner Beauftragten für Datenschutz und Akteneinsicht wahr. Als diese war sie die Leiterin des Bereiches Bürger und Öffentlichkeit und zuständig für Presse- und Öffentlichkeitsarbeit sowie die Beratung und Kontrolle des Berliner Verfassungsschutzes. Ab 1996 übernahm sie zusätzlich die Beratung und Kontrolle der Unternehmen mit Sitz im Land Berlin sowie ab 1998 zusätzlich die Leitung des Bereiches Recht.
Vom 1. Januar 2001 bis zum 14. November 2012 war sie die Leiterin des Verfassungsschutzes von Berlin. Sie war die erste Frau in diesem Amt und diente unter den Innensenatoren Eckart Werthebach (CDU), Ehrhart Körting (SPD) und Frank Henkel (CDU). Aufgrund einer Aktenvernichtungsaffäre trat sie von ihrer Funktion als Verfassungsschutzleiterin zurück und wurde stattdessen im Amt einer Senatsdirigentin die Leiterin der Abteilung für Verbraucherschutz in der – damals von Thomas Heilmann (CDU) geführten – Senatsverwaltung für Justiz und Verbraucherschutz. Am 1. Dezember 2021 trat sie in den Ruhestand ein.

## Aktenvernichtung beim Verfassungsschutz Berlin
In der Aufarbeitung des NSU-Terrors wurden im Jahre 2012 Mängel bei verschiedenen Berliner Sicherheitsbehörden deutlich. Zunächst war bekannt geworden, dass das Landeskriminalamt (LKA) einen V-Mann im unmittelbaren Umfeld des Mördertrios unterhielt, den NSU-Untersuchungsausschuss des Bundestages darüber aber nicht in Kenntnis setzte.
Beim Berliner Verfassungsschutz, dessen Chefin Claudia Schmid war, wurden mindestens zwei Mal wichtige Akten zum Fall der rassistischen Mordserie vernichtet. Die Unterlagen betrafen auch die seit dem Jahr 2000 verbotene rechtsextreme Organisation Blood and Honour. Die Akten waren entgegen den Vorschriften nicht dem Landesarchiv zur Begutachtung angeboten worden, sondern wurden von einer oder zwei Mitarbeiterinnen in der eigenen Behörde vernichtet. Die Führung des Hauses bezeichnete die Vernichtung als „bedauerliches Versehen“. Claudia Schmid wurde während ihres Urlaubes über die Vernichtung der Akten unterrichtet, informierte aber erst nach ihrer Rückkehr den zuständigen Innensenator Frank Henkel. Am 14. November 2012 trat Schmid, unmittelbar nach Bekanntgabe der Aktenvernichtung, von ihrem Amt als Leiterin der Abteilung Verfassungsschutz zurück.